# Нудлінг

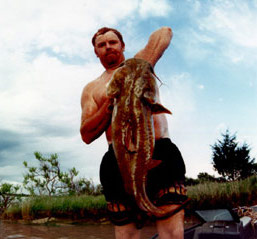
Нудлінг

Нудлінг (англ. noodling) — метод ловлі сома голими руками. З'явився на півдні США і в наш час[коли?] дозволений в одинадцяти штатах США. Основним об'єктом ловлі є сом оливовий (лат. Pylodictis olivaris), далекий родич сома європейського.
Термін «нудлінг», хоча і використовується при ловлі сома, може застосовуватися до всіх ручних методів риболовлі, незалежно від способу лову або видів риб. Нудлінг, як термін, також застосовується до різних нетрадиційних методів риболовлі, наприклад — тих, які не використовують приманки, вудки, риболовну котушку і т. д.

## Метод
Попри те, що спосіб лову риби тільки з використанням рук у воді досить простий, процес нудлінга набагато складніше, ніж здається. Вибір сома, як основного об'єкта лову не є довільним, і пов'язаний з обставинами їх проживання: соми живуть в ямах в річках і озерах, і через це саме цей вид риб легше спіймати через статичний характер його проживання. Нудлер руками досліджує всі підводні глибини, намагаючись виявити житло сома. Якщо все йде за планом, то сом хапає руку нудлера, після чого нудлер ловить сома вже обома руками. Більшість нудлерів рибалять з помічником, який допомагає витягти сома на берег або в човен.

## Нудлінг як спорт
Нудлінг як спорт практикується в основному в південно-східній частині США. Останнім часом ним почали займатися і жінки.

## Небезпеки
Нудлінг може призвести до порізів і дрібних ран рук нудлера. Цю небезпеку можна зменшити застосуванням рукавичок та іншого захисного одягу, але навіть з використанням захисних рукавичок ризик отримання інфекції та втрати пальців дуже великий.
Велику небезпеку для нудлерів представляють й інші форми водної фауни, що живуть в сом'ячих норах. Набагато небезпечніше за сома є алігатори, змії, бобри, і кайманові черепахи, що поселяються у покинутих сомом норах.